# Sinope (bướm đêm)
Sinope là một chi bướm đêm thuộc họ Geometridae.